# Apoikozoa
Los apoicozoos (Apoikozoa) son un clado de eucariotas que se compone de los grupos hermanos Animalia y Choanoflagellatea. Pertenecen a Opisthokonta, clado que también incluye a los hongos y a los protistas más cercanamente emparentados con ellos.  
Las primeras pistas de esta relación surgieron al encontrarse similitudes entre los poriferos y los coanoflagelados, pues los coanoflagelados poseen células similares a los coanocitos de las esponjas, además la unión colonial de los coanoflagelados nos permite ver como pudieron haber evolucionado los tejidos celulares de los animales a partir de organismos unicelulares.
Los estudios filogenéticos han demostrado que realmente los coanoflagelados son el grupo hermano de los animales o que los animales descienden de los coanoflagelados, lo cual les permite poder clasificarse en el mismo reino.
Junto con los hongos fueron uno de los grandes linajes de opistocontos que divergieron a finales del Paleoproterozoico.

## Cladograma
Se ha determinado las siguientes relacionesː
|  | Cristidiscoidea |
|  |                 |
|  | Fungi           |
|  |                 |

|  | Ichthyosporea |
|  |               |
|  | Pluriformea   |
|  |               |

|           | Filasterea                                                     |
|           |                                                                |
| Apoikozoa | \| \| Choanoflagellatea \| \| \| \| \| \| Animalia \| \| \| \| |
|           | \| \| Choanoflagellatea \| \| \| \| \| \| Animalia \| \| \| \| |
|           | Choanoflagellatea                                              |
|           |                                                                |
|           | Animalia                                                       |
|           |                                                                |

|  | Choanoflagellatea |
|  |                   |
|  | Animalia          |
|  |                   |

|  | Ichthyosporea |
|  |               |
|  | Pluriformea   |
|  |               |

|           | Filasterea                                                     |
|           |                                                                |
| Apoikozoa | \| \| Choanoflagellatea \| \| \| \| \| \| Animalia \| \| \| \| |
|           | \| \| Choanoflagellatea \| \| \| \| \| \| Animalia \| \| \| \| |
|           | Choanoflagellatea                                              |
|           |                                                                |
|           | Animalia                                                       |
|           |                                                                |

|  | Choanoflagellatea |
|  |                   |
|  | Animalia          |
|  |                   |

|  | Cristidiscoidea |
|  |                 |
|  | Fungi           |
|  |                 |

|  | Ichthyosporea |
|  |               |
|  | Pluriformea   |
|  |               |

|           | Filasterea                                                     |
|           |                                                                |
| Apoikozoa | \| \| Choanoflagellatea \| \| \| \| \| \| Animalia \| \| \| \| |
|           | \| \| Choanoflagellatea \| \| \| \| \| \| Animalia \| \| \| \| |
|           | Choanoflagellatea                                              |
|           |                                                                |
|           | Animalia                                                       |
|           |                                                                |

|  | Choanoflagellatea |
|  |                   |
|  | Animalia          |
|  |                   |

|  | Ichthyosporea |
|  |               |
|  | Pluriformea   |
|  |               |

|           | Filasterea                                                     |
|           |                                                                |
| Apoikozoa | \| \| Choanoflagellatea \| \| \| \| \| \| Animalia \| \| \| \| |
|           | \| \| Choanoflagellatea \| \| \| \| \| \| Animalia \| \| \| \| |
|           | Choanoflagellatea                                              |
|           |                                                                |
|           | Animalia                                                       |
|           |                                                                |

|  | Choanoflagellatea |
|  |                   |
|  | Animalia          |
|  |                   |

## Filogenia
La organización multicelular ya estaba presente en el ancestro común de los apoikozoos, el grupo presenta las siguientes apomorfías:
- Agregación de arqueocitos o su derivado: las células madre, por la cual se forman las otras células, posiblemente el estado ancestral del clado sea un aglomerado de "arqueocitos", que a lo largo de su evolución originaría otros tipos de células.
- Multicelularidad facultativa u obligada no agregada, en cambio esta es clonal las colonias de craspédidos, las larvas de ctenóforos, las germinaciones de los petalonamos, y los embriones de esponjas y parahoxozoos presentan el mismo clonamiento celular durante el desarrollo.
- Los grupos que no suelen ser considerados animales (Choanoflagellatea y Petalonamae) tienen varias características que los unen con ellos, los coanoflagelados de hecho recientemente fueron propuestos para ser colocados dentro del subgrupo Zoomorfo del sistema de clasificación material dispersa.
- Se suele presentar al complejo de collar como una apomorfía dentro de Apoikozoa, (o por lo menos por un subgrupo de Apoikozoa, denominado Choanozoa por Thibaut Brunet y Nicole King, no confundir con Choanozoa de Cavalier Smith) así como una sinapomorfía de Metazoa, las células de collar están ausentes en Ctenophora y Cryptovermes. Los Petalonamos tentativamente quedan fuera de Choanozoa (a partir de ahora referido como Choanodermata para evitar la confusión), debido a que su morfología y estrategia de alimentación difiere de los portadores de coanodermo, aunque quedan dentro de Apoikozoa debido a los puntos antes mencionados.